# Jan Kuźma

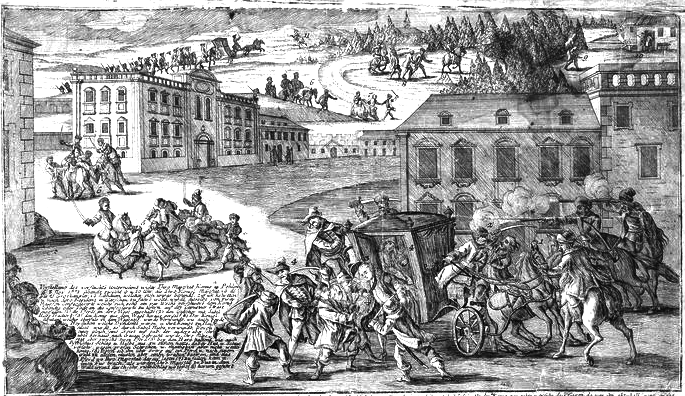
Zamach na Stanisława Augusta 3 listopada 1771

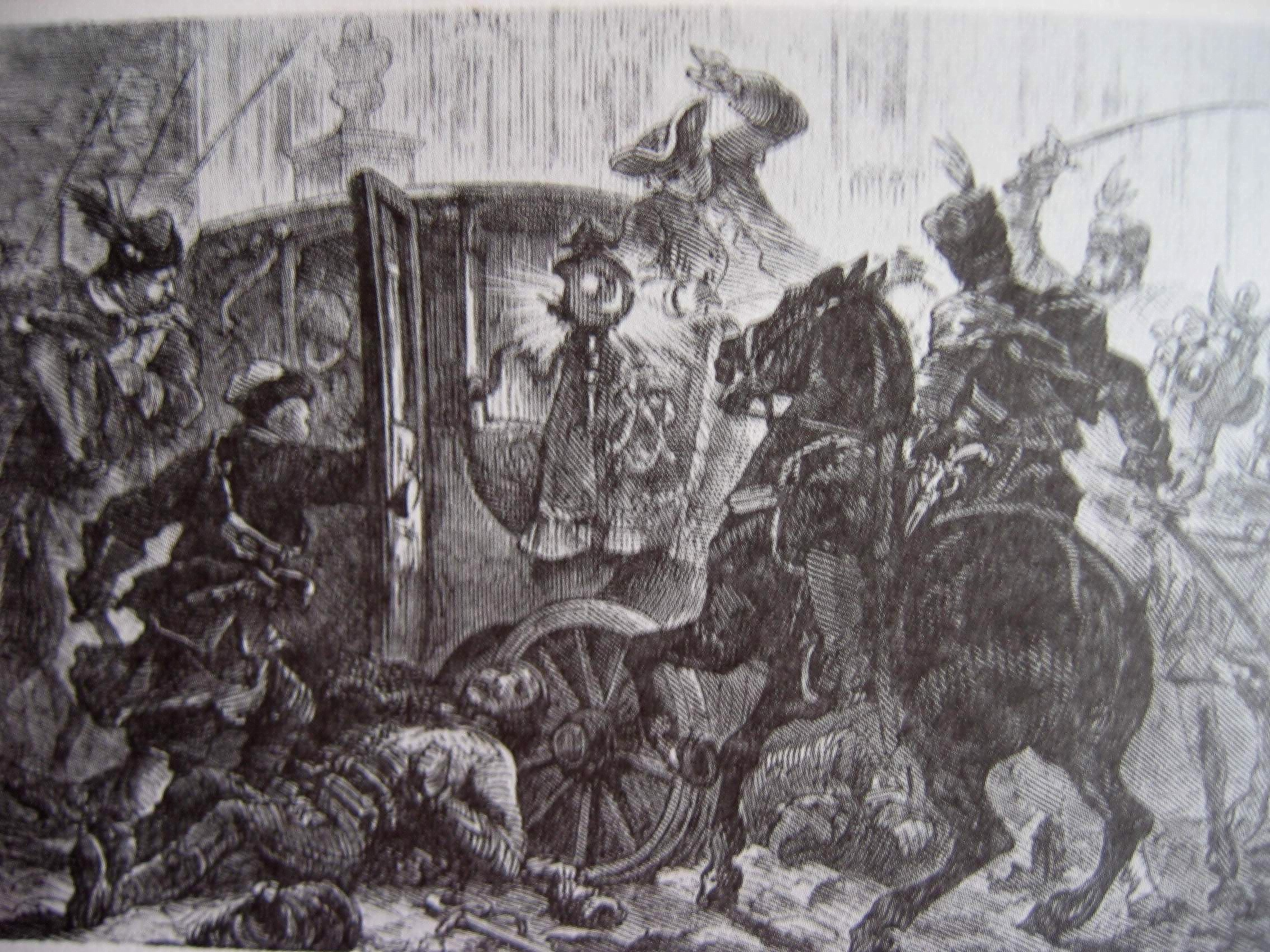

Jan Kuźma ps. „Kosiński”, „Kuźmiński” (ur. 1742, zm. 12 kwietnia 1822 w Warszawie) – konfederat barski, jeden z porywaczy Stanisława Augusta Poniatowskiego w 1771.

## Życiorys
Pochodził z miasteczka Kuźmin na Wołyniu. Wziął udział w konfederacji barskiej ziemi wyszogrodzkiej w oddziale Józefa Sawy-Calińskiego. Po rozbiciu swojego oddziału przez Rosjan pod Szreńskiem 26 czerwca 1771, schronił się do Tyńca. Po rekonwalescencji powrócił pod dowództwo Józefa Czachorowskiego.
W sierpniu tego roku Stanisław Strawiński, działający w imieniu Kazimierza Pułaskiego wciągnął go na Jasnej Górze do spisku na życie Stanisława Augusta. W czasie zamachu 3 listopada 1771 na ulicy Miodowej w Warszawie nie poznawszy władcy Kuźma wystrzelił do niego z pistoletu. Później osobiście pilnował porwanego króla. Ten zjednał sobie jednak zaufanie Kuźmy, który już w drodze na Bielany złożył przysięgę wierności i zaprowadził do młyna niedaleko Marymontu, gdzie władcę miała odebrać Gwardia Koronna.
6 listopada przed instygatorem królewskim wydał wszystkich 6 wspólników zamachu. Jego sprawę rozpatrywał sąd sejmowy, zwołany na Sejmie Rozbiorowym w 1773. Skazany został na wieczystą banicję. Dodatkowo musiał asystować w ćwiartowaniu swoich wspólników.
Udał się na wygnanie do Państwa Kościelnego, gdzie pobierał stałą pensję przesyłaną mu przez Stanisława Augusta Poniatowskiego. W 1804 osiadł w Warszawie.